# NGC 596
NGC 596 è una galassia ellittica situata nella costellazione della Balena a una distanza di circa 77 milioni di anni luce dalla nostra Via Lattea.

## Scoperta
NGC 596 è stata scoperta il 13 dicembre 1783 dall'astronomo britannico di origine tedesca William Herschel.

## Descrizione
NGC 596 è una galassia brillante nei raggi X.

## Gruppo di NGC 584
NGC 596 fa parte del Gruppo di NGC 584, un gruppo di 9 galassie brillanti nel dominio dei raggi X che comprende: NGC 584, NGC 586, NGC 596, NGC 600, NGC 615, NGC 636, IC 127, UGCA 17 e KDG 007.